# Ciclismo ai Giochi della XXXI Olimpiade - Cross country maschile
La gara di cross country maschile dei Giochi della XXXI Olimpiade fu corsa il 21º agosto presso il Centro de Mountain Bike. Fu vinta dallo svizzero Schurter, che terminò la gara in 1h 33′28″, seguito dal ceco Jaroslav Kulhavý e dallo spagnolo Carlos Coloma Nicolás.

## Programma
Tutti gli orari sono UTC-3
| Data                     | Ora   | Turno  |
| ------------------------ | ----- | ------ |
| Domenica, 21 agosto 2016 | 12:30 | Finale |

## Risultati
| Pos. | Corridore                 | Squadra       | Ranking | Tempo    |
| ---- | ------------------------- | ------------- | ------- | -------- |
| 1    | Nino Schurter             | Svizzera      | 2º      | 1h33′28″ |
| 2    | Jaroslav Kulhavý          | Rep. Ceca     | 8º      | a 50″    |
| 3    | Carlos Coloma             | Spagna        | 12º     | a 1′23″  |
| 4    | Maxime Marotte            | Francia       | 3º      | a 1′33″  |
| 5    | Jhonnatan Botero Villegas | Colombia      | 51º     | a 2′16″  |
| 6    | Mathias Flückiger         | Svizzera      | 19º     | a 2′24″  |
| 7    | Luca Braidot              | Italia        | 21º     | a 2′57″  |
| 8    | Julien Absalon            | Francia       | 1º      | a 3′15″  |
| 9    | David Valero              | Spagna        | 9º      | a 3′32″  |
| 10   | Victor Koretzky           | Francia       | 5º      | a 3′59″  |
| 11   | Ruben Scheire             | Belgio        | 60º     | a 4′08″  |
| 12   | Anton Sintsov             | Russia        | 26º     | a 4′10″  |
| 13   | Manuel Fumic              | Germania      | 25º     | a 4′11″  |
| 14   | Ondřej Cink               | Rep. Ceca     | 22º     | a 4′50″  |
| 15   | José Antonio Hermida      | Spagna        | 24º     | a 4′53″  |
| 16   | Daniel McConnell          | Australia     | 17º     | a 5′14″  |
| 17   | Grant Ferguson            | Gran Bretagna | 52º     | a 5′42″  |
| 18   | Jens Schuermans           | Belgio        | 84º     | a 6′02″  |
| 19   | Andrea Tiberi             | Italia        | 70º     | a 6′05″  |
| 20   | Marco Aurelio Fontana     | Italia        | 10º     | a 6′57″  |
| 21   | Kohei Yamamoto            | Giappone      | 32º     | a 7′06″  |
| 22   | Jan Škarnitzl             | Rep. Ceca     | 36º     | a 7′43″  |
| 23   | Henrique Avancini         | Brasile       | 16º     | a 7′50″  |
| 24   | András Parti              | Ungheria      | 58º     | a 7′52″  |
| 25   | Catriel Soto              | Argentina     | 15º     | a 8′33″  |
| 26   | Alan Hatherly             | Sudafrica     | 95º     | a 8′35″  |
| 27   | Léandre Bouchard          | Canada        | 65º     | a 9′15″  |
| 28   | Moritz Milatz             | Germania      | 72º     | a 9′46″  |
| 29   | Shlomi Haimy              | Israele       | 48º     | a 10′02″ |
| 30   | Rubens Valeriano          | Brasile       | 79º     | a 10′33″ |
| 31   | Dimitrios Antoniadis      | Grecia        | 41º     | a 10′49″ |
| 32   | Chun Hing Chan            | Hong Kong     | 267º    | a 11′13″ |
| 33   | Andrey Fonseca            | Costa Rica    | 87º     | a 11′26″ |
| 34   | Simon Andreassen          | Danimarca     | 18º     | a 14′16″ |
| 35   | Peter Sagan               | Slovacchia    | 900º    | a 1 giro |
| 36   | Scott Bowden              | Australia     | 101º    | a 1 giro |
| 37   | Samuel Gaze               | Nuova Zelanda | 27º     | a 1 giro |
| 38   | Howard Grotts             | Stati Uniti   | 55º     | a 1 giro |
| 39   | Tiago Ferreira            | Portogallo    | 35º     | a 1 giro |
| 40   | Raphaël Gagné             | Canada        | 50º     | a 1 giro |
| 41   | Nathan Byukusenge         | Ruanda        | 129º    | a 1 giro |
| 42   | James Reid                | Sudafrica     | 40º     | a 1 giro |
| 43   | Wang Zhen                 | Cina          | 322º    | a 1 giro |
| 44   | David Rosa                | Portogallo    | 29º     | a 1 giro |
| DNF  | Lars Förster              | Svizzera      | 49º     | -        |
| DNF  | Alexander Gehbauer        | Austria       | 30º     | -        |
| DNF  | Peter Lombard II          | Guam          | 542º    | -        |
| DNF  | Rudi van Houts            | Paesi Bassi   | 34º     | -        |
| DNF  | Phetetso Monese           | Lesotho       | 112º    | -        |